# Maladera subrugata
Maladera subrugata är en skalbaggsart som beskrevs av Moser 1926. Maladera subrugata ingår i släktet Maladera och familjen Melolonthidae. Inga underarter finns listade i Catalogue of Life.